# Spisak MKB-9 kodova
Sledi lista kodova za Međunarodnu statističku klasifikaciju bolesti i srodnih zdravstvenih problema.
- Spisak ICD-9 kodova 001–139: zarazne i parazitske bolesti
- Spisak ICD-9 kodova 140–239: neoplazme
- Spisak ICD-9 kodova 240–279: endokrine, nutritivne i metaboličke bolesti i poremećaji imuniteta
- Spisak ICD-9 kodova 280-289: bolesti krvi i krvotvornih organa
- Spisak ICD-9 kodova 290–319: mentalni poremećaji
- Spisak ICD-9 kodova 320-389: bolesti nervnog sistema i čula
- Spisak ICD-9 kodova 390–459: bolesti sistema cirkulacije
- Spisak ICD-9 kodova 460–519: bolesti respiratornog sistema
- Spisak ICD-9 kodova 520–579: bolesti digestivnog sistema
- Spisak ICD-9 kodova 580–629: bolesti genitourinarnog sistema
- Spisak ICD-9 kodova 630–679: komplikacije trudnoće, porođaja i puerperijuma
- Spidak ICD-9 kodova 680-709: bolesti kože i potkožnog tkiva
- Spisak ICD-9 kodova 710–739: bolesti mišićno-skeletnog sistema i vezivnog tkiva
- Spisak ICD-9 kodova 740–759: urođene anomalije
- Spisak ICD-9 kodova 760–779: određena stanja koja potiču u perinatalnom periodu
- Spisak ICD-9 kodova 780–799: simptomi, znaci i loše definisana stanja
- Spisak ICD-9 kodova 800–999: povrede i trovanja
- Spisak ICD-9 kodova E i V kodova: spoljašnji uzroci povreda i dopunska klasifikacija

## Spoljašnje veze
- MS Access MDB file at United States Department of Health and Human Services in the downloads section at the bottom